# 孤兒怨2：最黑暗的過去
是一部2022年美國心理恐怖片，由威廉·布倫特·貝爾執導，大衛·科格索爾撰寫劇本，大衛·萊斯利·強森-麥古德瑞克和艾力克斯·梅斯共同撰寫故事。該片為2009年電影《孤兒怨》的前傳，由茱莉亞·史緹爾和伊莎貝拉·傅爾曼主演。
《孤兒怨2：最黑暗的過去》由派拉蒙影業排定於2022年8月19日美國院線上映，並於同日上線Paramount+。電影的整體評價褒貶不一，影評家稱讚電影的曲折情節、沒有利用電腦合成影像的減齡傅爾曼的實際效果、傅爾曼的演出，但同時批評了它的故事和前後矛盾。

## 劇情
2007年1月26日，現年31歲的莉娜·克萊默住在愛沙尼亞一間偏僻的薩尼精神療養機構中，她因患有罕見的腦垂體機能低下症，導致身體停留在10歲孩童時期。她靠色誘且殺害一名守衛加上藉助一名女病人的掩護，躲入一名剛在病院入職的藝術治療導師安娜·崔耶夫的車後備箱中而順利逃離病院，隨後偷偷潛入安娜家中將其打死。為了掩飾自己的真實身份，莉娜上網查詢一系列失蹤的美國女孩名單，最後發現條件與長相跟自己極其相似的愛絲特·艾布萊特，其在2003年時下落不明。莉娜靠冒充愛絲特的身份而向愛沙尼亞警方求助，聲稱自己的父母在美國而成功矇騙警方。
愛絲特的真正父母生活在美國康乃狄克州的達里安鎮，其父艾倫身為一名富有畫家，而母親翠莎則是社交名媛兼慈善家。夫妻倆由長期負責調查愛絲特失蹤的唐南警探告知說愛絲特已被找到，翠莎獨自前去莫斯科的美國大使館將久別的女兒接回美國。思女心切的艾倫歡喜地迎接女兒回家，絲毫沒有質疑眼前的愛絲特是另一個人，只有翠莎對眼前的愛絲特產生懷疑，首先發現愛絲特有口音、不記得祖母去世，繪畫功力甚至比失蹤前大有長進。莉娜也因為繪畫而跟艾倫產生情誼，還從他身上學到獨特的隱藏式黑暗畫法，但為了佔有他而開始想辦法離間他與翠莎。
唐南警探同樣深感愛絲特的回歸存在疑點，正當艾倫和翠莎去參加慈善晚宴時，唐南找藉口拜訪他們家後順走愛絲特的一盤黑膠唱片來驗證指紋。但莉娜發現他的意圖而偷偷跟上車潛入唐南的家，等到唐南查出指紋與愛絲特本人不符時對他下殺手。意外的是，同樣一路尾隨過來的翠莎將唐南槍殺滅口，坦白自己其實早已知道莉娜是冒名頂替，透漏愛絲特本尊實於四年前與她的長子岡納的爭吵中被推下樓梯致死，最後被他們母子倆聯手藏屍掩蓋。莉娜被迫與翠莎合作，聯手將唐南的遺體棄於堆藏愛絲特本尊遺體的密封水井中，並冒充唐南的名義將其失蹤掩蓋為外出度假。
由於互相握有對各自不利的把柄，莉娜和翠莎在接下來的生活中時刻提防著彼此，翠莎同時將內幕洩露給岡納，母子倆準備聯手想辦法將莉娜剷除。翠莎起初打算採用毒殺手段，但心有不安的莉娜決定不吃晚餐，將食物餵給房間裡的老鼠後發現有毒藥，因此將死老鼠的屍骸做成果汁獻給她。艾倫後來即將搭火車到市裡出差，莉娜本想裝作小孩子打鬧，藉機將翠莎和岡納母子推下火車月台，然而卻被一名經過的通勤乘客阻止。殺人企圖被發現的莉娜意識到已無法再呆下去，企圖偷翠莎的車跑路卻被警察找到送回家。忍無可忍的翠莎和岡納已決定要殺死莉娜後掩蓋為自殺，三人隨即在屋中發展為家庭混戰，然而即將到家的艾倫打到家裡的一通問候電話使母子倆分心，莉娜因此切斷屋子電源取得上風，拿起弩射中毫無防備的岡納後，拿岡納擊劍用的花劍而將他活活捅死。
翠莎因喪子而陷入狂怒，與莉娜在廚房中展開血斗，卻無意間造成廚房爐子起火而引發火災。這時到家的艾倫直接衝進屋裡救家人，爬到屋頂的翠莎和莉娜剛好都因失足而掛在屋頂邊緣。當艾倫到二樓後試圖救她們，莉娜謊稱是翠莎襲擊自己，而翠莎則奮力說出莉娜冒名頂替愛絲特的真相，直到翠莎最終失足跌落下去墜亡，艾倫便將莉娜救上去。然而當艾倫查看女兒的受傷臉龐時，導致莉娜的假牙脫落，暴露她是冒牌貨的事實。深感被騙的艾倫痛斥莉娜是“魔鬼”，即使莉娜表示是真心實意愛上他，但艾倫由於過於氣憤，最後同樣失足從屋頂上跌落下去墜亡。
絕望又茫然的莉娜回房間裡擦掉身上的血，佩戴上黑色絲帶掩蓋脖子與手腕上的舊傷痕，最後換上黑衣以愛絲特的身份走出燃燒的屋子，在消防局趕到後成為艾布萊特一家的唯一倖存者。事後，愛絲特被有心人士託付給一間有信譽的孤兒院，等待下一個願意收養她的家庭。

## 演員
- 茱莉亞·史緹爾飾演翠莎·艾布萊特（Tricia Albright）
- 伊莎貝拉·傅爾曼飾演莉娜·克萊默／愛絲特（Leena Klammer / Esther）
  - 肯尼迪·艾爾文（Kennedy Irwin）飾演年幼的愛絲特
- 羅西弗·薩瑟蘭飾演艾倫·艾布萊特（Allen Albright）
- 馬修·芬蘭（Matthew Finlan）飾演岡納·艾布萊特（Gunnar Albright）
- 金川弘敦飾演唐南警探（Det. Donnan）
- 莎曼珊·沃克斯（Samantha Walkes）飾演薩格醫師（Dr. Sager）
- 關朵琳·科林斯（Gwendolyn Collins）飾演安娜·崔耶夫（Anna Troyev）
- 亞歷克·卡洛斯（Alec Carlos）飾演麥克（Mike）
- 潔蒂·邁克爾（Jade Michael）飾演麥迪遜（Madison）

## 製作
2020年2月，宣布威廉·布倫特·貝爾將執導一部片名定名為《愛絲特》（Esther）的電影，該片由大衛·科格索爾（David Coggeshall）編劇，大衛·萊斯利·強森-麥古德瑞克擔任執行製片人。2020年11月，片名改名為《孤兒怨2：最黑暗的過去》（Orphan: First Kill），伊莎貝拉·傅爾曼回歸飾演愛絲特（Esther），茱莉亞·史緹爾和羅西弗·薩瑟蘭簽約出演。2021年9月，派拉蒙影業宣布獲得該片在美國的發行權。

### 拍攝
主體拍攝於2020年11月在溫尼伯開始進行，同年12月11日殺青。

## 發行
《孤兒怨2：最黑暗的過去》由派拉蒙影業排定於2022年8月19日美國院線上映，並於同日上線Paramount+。香港及澳門同年9月1日於戲院上映。

## 評價
媒體和影評家給予本片的評價趨於褒貶不一，爛番茄根據139條專業評論（101條好評，38條差評），獲得「新鮮度」73%，平均得分6.1/10。Metacritic根據27條評論（11篇好評，13篇褒貶不一，3條差評），平均得分為54分（滿分為100分），代表「褒貶不一或中庸」。

## 外部連結
- 互联网电影数据库（IMDb）上《孤兒怨2：最黑暗的過去》的资料（英文）
- 豆瓣电影上《孤兒怨2：最黑暗的過去》的資料 （简体中文）